# عملية بيليجرد
عملية بيليجرد أو الحصار هي عملية أمريكية كبيرة نفذت من قِبل الجيش الأمريكي في شمال شرق الصين في خبي وشاندونغ من الأعوام 1945 حتى 1949. هدف العملية الرئيسي كان استعادة أكثر من 600,000 ياباني وكوريا ممن بقوا بعد نهاية الحرب العالمية الثانية في الصين وحماية الأرواح والممتلكات الأمريكية.

## معرض صور

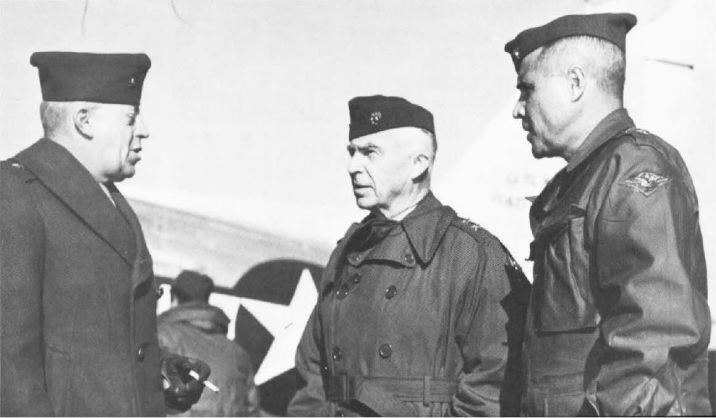
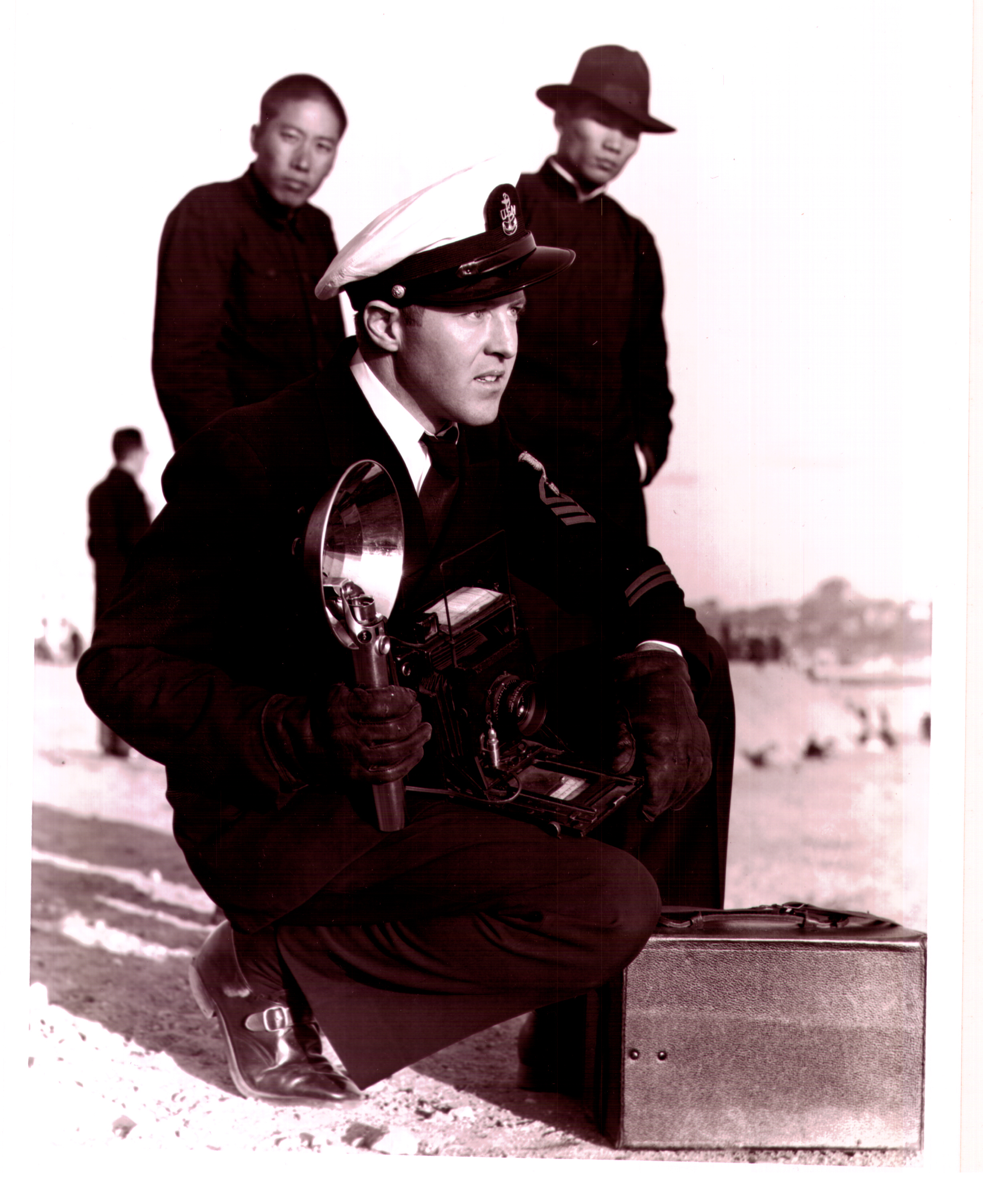
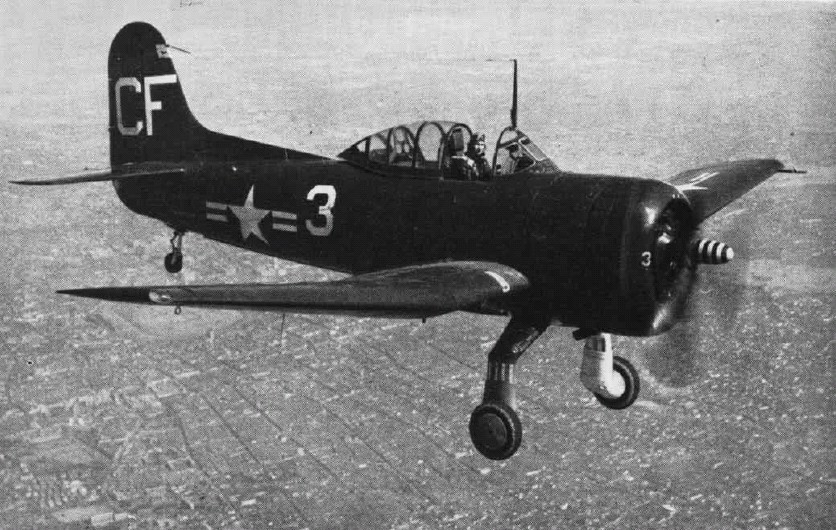
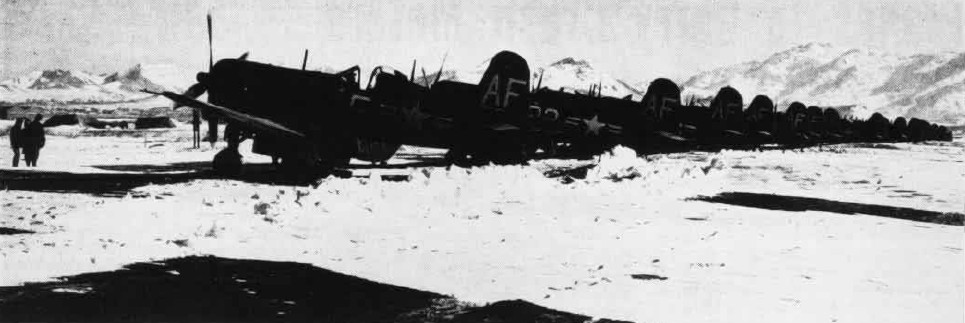